# Анна Мария фон Пфалц
Анна Мария фон Пфалц (на немски: Anna Maria von der Pfalz; * 24 юли 1561, Хайделберг; † 29 юли 1589, Ескилстюна) от династията Вителсбахи, е пфалцграфиня от Зимерн и принцеса от Пфалц и чрез женитба херцогиня на Сьодерманланд (1579 – 1589), първата съпруга на Карл IX, кралът на Швеция.

## Живот
Тя е най-възрастната дъщеря на пфалцграф и курфюрст Лудвиг VI фон Пфалц (1539 – 1583) и първата му съпруга принцеса Елизабет фон Хесен (1539 – 1582), дъщеря на ландграф Филип I от Хесен и Кристина Саксонска. Сестра е на курфюрст Фридрих IV фон Пфалц (1574 – 1610).
Анна Мария се омъжва на 11 май 1579 г. в Хайделберг за херцога на Сьодерманланд и бъдещ шведски крал Карл IX (1550 – 1611) от династията Васа. Тя е първата му съпруга и те са щастливи.
Анна Мария е болнава. Умира на 28-годишна възраст. Кронпринцесата е погребана в катедралата на Стренгнес в Швеция.
- Анна Мария фон Пфалц
- Гробът на Анна Мария в катедралата на Стренгнес

## Деца
Анна Мария и Карл IX имат двама сина и четири дъщери, от които само една дъщеря пораства:
- Маргарета Елизабет (1580 – 1585)
- Елизабет Сабина (1582 – 1585)
- Лудвиг (*/† 1583)
- Катарина Шведска (1584 – 1638), ∞ 1615 г. за пфалцграф Йохан Казимир фон Пфалц-Цвайбрюкен-Клеебург, майка на крал Карл Х Густав от Швеция
- Густав (*/† 1587)
- Мария (1588 – 1589)